# Klaus Berntsen
Klaus Berntsen (Eskilstrup, 12 giugno 1844 – Copenaghen, 27 marzo 1927) è stato un politico danese, esponente del partito Venstre e Presidente del Consiglio della Danimarca dal 5 luglio 1910 al 21 giugno 1913.
Amico personale del re Federico VIII  nel 1910 viene incaricato di formare un governo. Nel 1913 iniziò il processo di revisione della Costituzione che sarà ultimato dal suo successore, Carl Theodor Zahle.
In seguito ricoprì la carica di Ministro della Difesa: dal 5 maggio 1920 al 9 ottobre 1922.
Nel 1926, ultraottantenne non si ricandita alle elezioni e si ritira a vita privata.
Detiene ancora oggi il record di presenza nel parlamento danese: dal 1873 al 1884 e dal 1886 al 1926.
Era il padre degli schermidori olimpici Oluf Berntsen e Aage Berntsen.